# Lagos International 2019
Die Lagos International 2019 im Badminton fanden vom 24. bis zum 27. Juli 2019 in Lagos statt.

## Sieger und Platzierte
| Disziplin    | Gold                              | Silber                            | Bronze                                 |
| ------------ | --------------------------------- | --------------------------------- | -------------------------------------- |
| Herreneinzel | Nguyễn Tiến Minh                  | Misha Zilberman                   | Sergey Sirant                          |
| Herreneinzel | Nguyễn Tiến Minh                  | Misha Zilberman                   | Soo Teck Zhi                           |
| Dameneinzel  | Neslihan Yiğit                    | Özge Bayrak                       | Aliye Demirbağ                         |
| Dameneinzel  | Neslihan Yiğit                    | Özge Bayrak                       | Ksenia Polikarpova                     |
| Herrendoppel | Jones Ralfy Jansen Peter Käsbauer | M. R. Arjun Shlok Ramchandran     | B. R. Sankeerth Vinson Chiu            |
| Herrendoppel | Jones Ralfy Jansen Peter Käsbauer | M. R. Arjun Shlok Ramchandran     | Godwin Olofua Anuoluwapo Juwon Opeyori |
| Damendoppel  | Pooja Dandu Sanjana Santosh       | Bengisu Erçetin Nazlıcan Inci     | Doha Hany Hadia Hosny                  |
| Damendoppel  | Pooja Dandu Sanjana Santosh       | Bengisu Erçetin Nazlıcan Inci     | Maneesha Kukkapalli Rutaparna Panda    |
| Mixed        | M. R. Arjun Maneesha Kukkapalli   | Shlok Ramchandran Rutaparna Panda | Vinson Chiu Breanna Chi                |
| Mixed        | M. R. Arjun Maneesha Kukkapalli   | Shlok Ramchandran Rutaparna Panda | Adham Hatem Elgamal Doha Hany          |